# دافيدي فيري (لاعب كرة قدم)
دافيدي فيري هو لاعب كرة قدم إيطالي في مركز الوسط، ولد في 19 سبتمبر 2002.

## وصلات خارجية
- دافيدي فيري (لاعب كرة قدم) على موقع قاعدة بيانات كرة القدم.إي يو (الإنجليزية)
- دافيدي فيري (لاعب كرة قدم) على موقع Soccerway.com (الإنجليزية)
- دافيدي فيري (لاعب كرة قدم) على موقع عالم كرة القدم.نت (الإنجليزية)